# Nogometni savez FBiH
Nogometni savez FBiH je, prema svom Statutu, samostalna nogometna asocijacija na nivou Federacije BiH čiji je zadatak organizacija i unaprjeđenje nogometnog sporta u Federaciji BiH. S Nogometnim savezom RS čini konstitutivni element Nogometnog saveza BiH. Nogometni savez FBiH sastoji se od deset županijskih nogometnih saveza.
Osnivačka skupština NS FBiH održana je u Sarajevu 20. siječnja 2002. godine. Prvi predsjednik NS FBiH bio je Huso Golać, a potpredsjednik Branko Ivković. Za prvog glavnog tajnika NS FBiH imenovan je Fahrudin Prljača.
NS FBiH je organizator natjecanja Prve lige FBiH, Kupa FBiH, Prve ženske lige FBiH i Prve futsal lige FBiH te Omladinske lige – Jug i Centar.
Sjedište NS FBiH je u Sarajevu.

## Struktura saveza
Nogometni savez FBiH ima sljedeća tijela: 
- Skupština (zakonodavno tijelo),
- Izvršni odbor (izvršno tijelo),
- Predsjednik  (osoba ovlaštena za predstavljanje i zastupanje),
- Pravna tijela,
- Generalni tajnik (administrativno tijelo)[2]

Pravna tijela Saveza su:
- Disciplinsko povjerenstvo,
- Apelacijsko povjerenstvo,
- Tužitelji[2]

Stalna povjerenstva Saveza su: 
- Financijsko povjerenstvo,
- Povjerenstvo za natjecanje,
- Stručno trenersko-tehničko povjerenstvo,
- Povjerenstvo za sportsku medicinu,
- Povjerenstvo za suce i suđenje,
- Povjerenstvo za omladinski nogomet,
- Povjerenstvo za ženski nogomet,
- Povjerenstvo za mali nogomet,
- Povjerenstvo za status igraĉa,
- Povjerenstvo za propise,
- Povjerenstvo za stadione i sigurnost,
- Povjerenstvo za medije[2]

Po potrebi, Izvršni odbor NS FBiH ima mogućnost osnivanja novih stalnih ili ad hoc povjerenstava.

## Dosadašnji predsjednici
- Huso Golać
- Branko Ivković[3]
- Iljo Dominković[3]
- Mato Jozić (2012. – 2016.)[5]
- Irfan Durić (2016. – 2020.)